# Diastoma (vlinder)
Diastoma is een geslacht van vlinders van de familie sikkelmotten (Oecophoridae), uit de onderfamilie Stenomatinae.

## Soorten
- D. nubilella Möschler, 1881
- D. squamosa Walsingham, 1891